# Атмофільні елементи
Атмофі́льні елеме́нти — хімічні елементи, які в природних умовах найбільше концентруються в атмосфері. 
За геохімічною класифікацією до них належать благородні гази: гелій, неон, аргон, криптон, ксенон, радон, а також азот, вуглець (в сполуці СО2) та винятково дисперсний йод. Вуглець (СО2) вторинного біохімічного походження. 
Атмофільні елементи характеризуються замкнутою конфігурацією електронних оболонок атомів, високими атомними об'ємами, потенціалами іонізації та атомними радіусами, що зумовлює їхню хімічну інертність, повну нездатність до хімічних процесів, фізичну рухомість та стійкість і великі міграційні властивості. 
Атмофільні елементи становлять тільки 0,03% маси земної кори. Це найменша геохімічна група елементів земної кори.